# 四节甲科
四節甲科（Ulodidae）屬於鞘翅目，為擬步總科下屬的一科。擁有14個屬以及將近29個物種。

## 描述
本科成員主要以腐木及真菌為食。

## 分布
本科物種目前僅知分布於紐西蘭、澳大利亞、智利，以及新喀里多尼亞。

## 下級分類
- Arthopus（西班牙语：Arthopus）
- Brouniphylax（西班牙语：Brouniphylax）
- Dipsaconia
- Exohadrus（西班牙语：Exohadrus）
- Ganyme
- Meryx
- Notocerastes
- Phaennis
- Pteroderes
- Syrphetodes（西班牙语：Syrphetodes）
- Trachyderas
- Trachyderastes
- Ulodes（西班牙语：Ulodes）
- †Waitomophylax